# 王林诗
王林诗（1945年11月11日—2014年3月8日），江苏泰州市人。中华人民共和国书画家。
担任中国书画研究会会员，江苏省美术家协会会员。擅长写意花乌画，尤爱画鸡，有“金陵画鸡人”名声。代表作品有《雏鸡》等。2014年，参加中国艺术代表团去马来西亚吉隆坡举办交流会，3月8日返航时，因马来西亚航空370号班机事故遇难。